# Ämtatärnen
Ämtatärnen är en sjö i Laxå kommun i Västergötland och ingår i Motala ströms huvudavrinningsområde. Sjöns area är 0,002 kvadratkilometer och den befinner sig 175 meter över havet.